# یاسنا پولیانا
یاسنا پولیانا (به بلغاری: Yasna polyana) یک منطقهٔ مسکونی در بلغارستان است که در استان بورگاس واقع شده‌است.